# Mohammad Yavad Bahonar
El hoyatoleslam Mohammad Yavad Bahonar (محمدجواد باهنر en persa) (Kermán, 1933-Teherán, 30 de agosto de 1981) fue un ulema duodecimano y político islamista iraní, primer ministro de Irán tras la revolución islámica del 1979, y secretario general del Partido de la República Islámica.

## Biografía
Bahonar nació en Kermán, al sudeste de Irán. Era un clérigo que fue encarcelado por actividades contra el gobierno del shah Mohammad Reza Pahlaví durante la década de 1960. Sin embargo, no había estado activo en la política durante mucho tiempo antes de la Revolución, pero fue coautor de libros de texto en los estudios islámicos. Fue sólo después de la revolución que se convirtió en miembro fundador del partido de la República Islámica y un miembro original del Consejo de la Revolución de Irán. Fue elegido como el ministro de Cultura y Orientación Islámica en virtud del primer ministro Mohammad Alí Rayaí, en marzo de 1981, y los esfuerzos continuados para purgar las universidades iraníes de las influencias seculares, en lo que se conoce como la Revolución Cultural Islámica. Cuando Rayaí se convirtió en presidente el 4 de agosto de 1981, eligió a Bahonar como su primer ministro.
Después de que Mohammad Beheshtí fuera asesinado el 28 de junio de 1981, Bahonar se convirtió en el secretario general del partido de la República Islámica, pero no duró mucho en esa posición, ni en el puesto de primer ministro, pues fue asesinado después de menos de dos meses en estas oficinas, junto con Rajai y otros dirigentes del partido, cuando una bomba explotó en su oficina en Teherán. El asesino fue identificado como Masud Kashmirí, un agente de la Organización de los Muyahidines del Pueblo de Irán (también conocida por las siglas MKO, MEK y OMPI), que se había infiltrado en la oficina del primer ministro bajo la apariencia de un funcionario de seguridad estatal.
| Predecesor: Mohammad Ali Rajai | Primer ministro de Irán 1981 | Sucesor: Mohammad-Reza Mahdavi Kani |

- Datos: Q722559
- Multimedia: Mohammad-Javad Bahonar / Q722559